# (7778) Маркробинсон
(7778) Маркробинсон (лат. Markrobinson) — астероид, относящийся к группе астероидов пересекающих орбиту Марса, который был открыт 17 апреля 1993 года американскими астрономами Кэролин Шумейкер и Юджином Шумейкером в Паломарской обсерватории и назван в честь американского планетарного геолога Марка Робинсона.

Орбита астероида Маркробинсон и его положение в Солнечной системе